# Annukka Mallat
Annukka Mallat (Lahti, 19 maggio 1974) è un'ex biatleta finlandese.

## Biografia
In Coppa del Mondo ottenne il primo risultato di rilievo il 18 marzo 1993 a Kontiolahti (38ª) e l'unico podio il 28 febbraio 1999 a Lake Placid (3ª).
In carriera prese parte a quattro edizioni dei Campionati mondiali (6ª nella staffetta a Kontiolahti/Oslo 1999 il miglior piazzamento).

## Palmarès

### Coppa del Mondo
- Miglior piazzamento in classifica generale: 28ª nel 1996
- 1 podio (a squadre[1]):
  - 1 terzo posto